# Heinz von Allmen
Pour les articles homonymes, voir Von Allmen.
Heinz von Allmen, né le 10 août 1913 à Wengen et mort le 11 novembre 2003 à Lauterbrunnen, est un skieur alpin suisse qui a mis fin à sa carrière sportive à la fin de la saison 1943.

## Biographie

### Championnats du monde
| Épreuve / Édition          | Descente | Slalom | Combiné |
| -------------------------- | -------- | ------ | ------- |
| Mondiaux 1934 Saint-Moritz | Bronze   | 6e     | Bronze  |
| Mondiaux 1936 Innsbruck    | Bronze   | 4e     | Argent  |
| Mondiaux 1937 Chamonix     | 6e       | 6e     | 4e      |
| Mondiaux 1938 Engelberg    | 14e      | 9e     | 9e      |

### Arlberg-Kandahar
- Meilleur résultat : 2e place de la descente 1933 à Mürren, de la descente et du combiné 1934 à Sankt Anton et de la descente, du slalom et du combiné 1936 à Sankt Anton

### Championnat de Suisse de ski
- Il remporte le championnat de Suisse de ski en 1937, 1940 et 1941.
- Il remporte le Championnat de Suisse de ski alpin (de) en 1937 et 1942.
- Il remporte le Championnat de Suisse de ski de fond en 1938, 1940, 1941 et 1942.